# سیارک ۴۶۶۴۳
سیارک ۴۶۶۴۳ (به انگلیسی: 46643 Yanase، نامگذاری:1995KM) چهل و شش هزار و ششصد و چهل و سومین سیارک کشف شده‌است که در ۲۳ مه ۱۹۹۵ کشف شد.